# 죽음의 트라이앵글

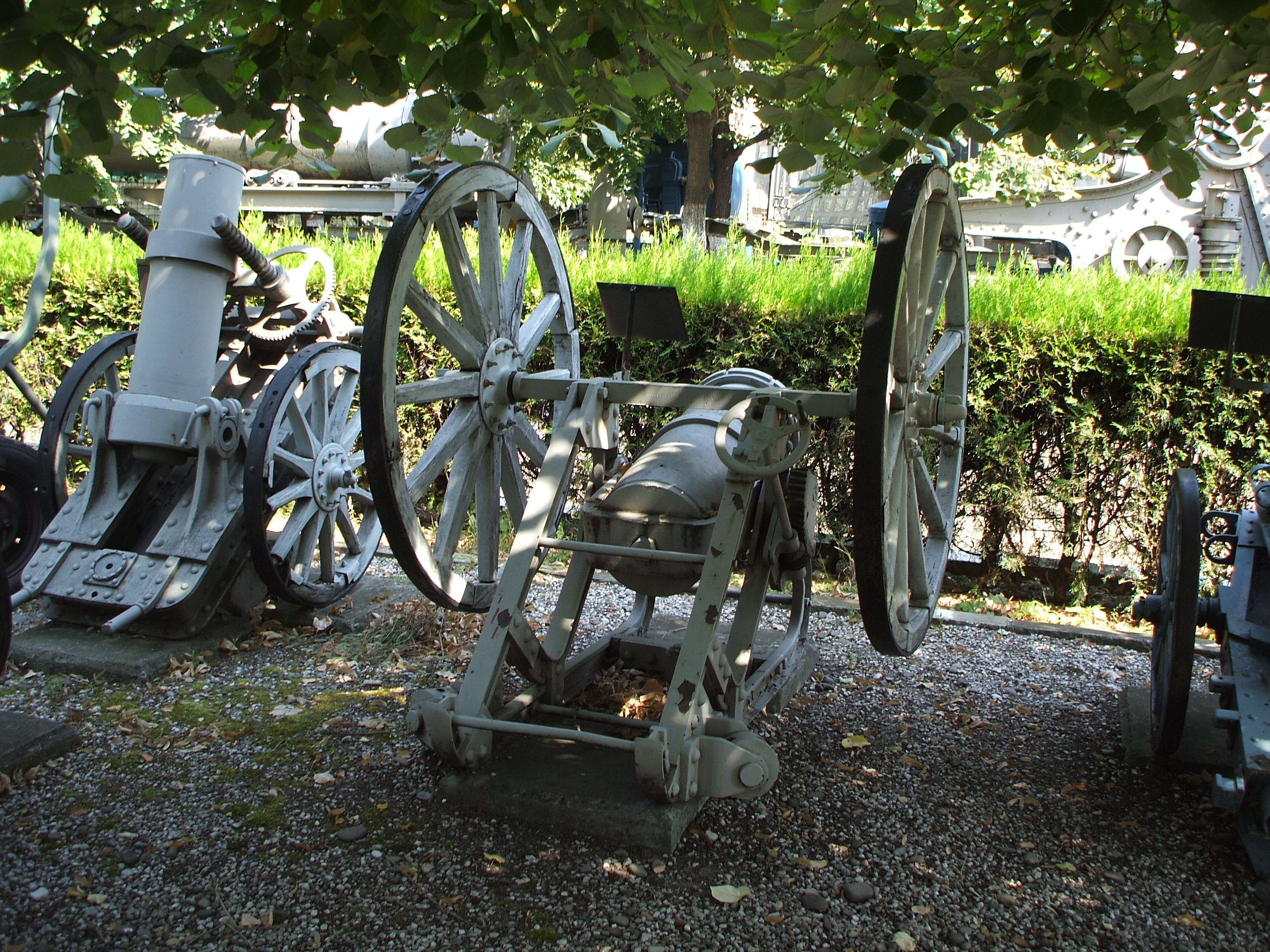
루마니아군이 사용한 네그레이 모델 1916 대형 박격포

죽음의 트라이앵글(Triunghiul morții 트리운기울 모르치)은 세르기우 니콜라에스쿠(Sergiu Nicolaescu)가 감독을 맡고 1999년 루마니아의 영화 제작사인 RADEF(Regia Autonomă de Distribuție și Exploatare a Filmelor RomâniaFilm)가 배급한 전쟁 영화이다. 이 영화는 제1차 세계 대전에서 연합국으로 참전한 루마니아군을 다룬 영화인데, 발칸 전선의 머러슈티, 머러셰슈티, 오이투즈 전투를 배경으로 하였다.
이 영화에서 당시 왕 페르디난드 1세를 연기한 사람은 에우세비우 슈테퍼네스쿠, 마리아 왕비를 맡은 사람은 마이아 모르겐스테른, 루마니아 원수(General of the Army)인 알렉산드루 아베레스쿠를 맡은 사람은 감독인 세르기우 니콜라에스쿠였다. 그리고 이 영화에 나온 인물인 에카테리나 테오도로이우(Ecaterina Teodoroiu)는 실존 인물로서, 당시 루마니아에서 몇 안 되는 여군 장교 중 하나였으며, 간호장교로 참전하다 전사한 인물이다.